# Koko ga Rhodes da, koko de tobe!
Koko ga Rhodes da, koko de tobe! (jap. ここがロドスだ、ここで跳べ!) – czwarty oryginalny album japońskiego zespołu AKB48, wydany w Japonii 21 stycznia 2015 roku przez You! Be Cool.
Album został wydany w czterech edycjach: regularnej (Type A i Type B), limitowanej Type A i „teatralnej”. Album osiągnął 1 pozycję w rankingu Oricon i pozostał na liście przez 19 tygodni, sprzedał się w nakładzie 780 591 egzemplarzy. Zdobył status potrójnej platynowej płyty.

## Lista utworów
Wszystkie utwory zostały napisane przez Yasushiego Akimoto.
| CD1 (Type A, Type B, „teatralna”) | |                    |                              |      |
| Nr                                | Tytuł | Kompozycja         | Aranżacja                    | Czas |
| 1.                                | „Kibōteki Refrain” (jap. 希望的リフレイン) | Yoshimasa Inoue    | Yoshimasa Inoue              | 4:53 |
| 2.                                | „Labrador Retriever” (jap. ラブラドール・レトリバー) | Manabu Marutani    | Hiroshi Sasaki               | 4:55 |
| 3.                                | „Reborn” (wyk. Team Suprise) | Shunryū            | Ikuta Machine                | 4:33 |
| 4.                                | „Suzukake no ki no michi de „Kimi no hohoemi o yume ni miru” to itte shimattara bokutachi no kankei wa dō kawatte shimau no ka, bokunari ni nannichi ka kangaeta ue de no yaya kihazukashii ketsuron no yō na mono” (jap. 鈴懸の木の道で「君の微笑みを夢に見る」と言ってしまったら僕たちの関係はどう変わってしまうのか、僕なりに何日か考えた上でのやや気恥ずかしい結論のようなもの) | Tetsurō Oda        | Yūichi "Masa" Nonaka         | 5:28 |
| 5.                                | „Mae shika mukanee” (jap. 前しか向かねえ) | Yasuyuki Kojō      | Yūsuke Itagaki               | 4:20 |
| 6.                                | „Kimi no hitomi wa Planetarium” (jap. 君の瞳はプラネタリウム) (wyk. AKB48 Kenkyūsei) | Akiko Noda         | Yūichi "Masa" Nonaka         | 5:08 |
| 7.                                | „Futari wa dekiteru” (jap. 2人はデキテル) (wyk. Haruna Kojima, Kenji Kitagawa) | Kazuya Izumi       | Yūichi "Masa" Nonaka         | 4:40 |
| 8.                                | „Heart Electric” (jap. ハート・エレキ) | Manabu Marutani    | Takeshi Masuda               | 4:58 |
| 9.                                | „Kokoro no Placard” (jap. 心のプラカード) | Sungho             | Yūichi "Masa" Nonaka         | 4:06 |
| 10.                               | „47 no suteki na machi e” (jap. 47の素敵な街へ) (wyk. Team 8) | Manabu Marutani    | Takeshi Masuda               | 4:18 |
| 11.                               | „Erande Rainbow” (jap. 選んでレインボー) (wyk. Tentōmu Chu!) | Tomonori Inoue     | Takeshi Masuda               | 4:18 |
| 12.                               | „Koi to ka...” (jap. 恋とか…) | Makoto Wakatabe    | Makoto Wakatabe              | 4:39 |
| 13.                               | „Ai no sonzai” (jap. 愛の存在) | Shintarō Itō       | Makoto Wakatabe              | 3:47 |
| 14.                               | „Saisho no ai no monogatari” (jap. 最初の愛の物語) (tylko wer. „teatralna”) | Ryūsuke Taira      | Yūichi "Masa" Nonaka         |      |
| CD2 (Type A)                      | |                    |                              |      |
| Nr                                | Tytuł | Kompozycja         | Aranżacja                    | Czas |
| 1.                                | „Conveyor” (wyk. Yokoyama Team K) | Seiji Iwasaki      | Yūsuke Itagaki               | 4:09 |
| 2.                                | „Seijun Philosophy” (jap. 清純フィロソフィー) (wyk. Minegishi Team 4) | Shinya Tada        | Ikuta Machine                | 3:45 |
| 3.                                | „Henachoko Support” (jap. へなちょこサポー) (wyk. Team 8) | Shintarō Itō       | Shintarō Itō                 | 4:16 |
| 4.                                | „Kanojo” (jap. 彼女) (wyk. Sakura Miyawaki) | Shintarō Itō       | Shintarō Itō                 | 4:05 |
| 5.                                | „Downtown Hotel 100 gōshitsu” (jap. ダウンタウンホテル100号室) | NAMITO             | NAMITO                       | 3:15 |
| 6.                                | „Sailor Zombie” (jap. セーラーゾンビ) (wyk. Milk Planet) | Yoshimasa Inoue    | Yoshimasa Inoue              | 4:26 |
| 7.                                | „Junjō Soda-sui” (jap. 純情ソーダ水) (wyk. Mayu Watanabe) | Shūtarō Katagiri   | Shūtarō Katagiri             | 4:48 |
| 8.                                | „Ai to kanashimi no jisa” (jap. 愛と悲しみの時差) (wyk. Sayaka Yamamoto) | Makoto Wakatabe    | Makoto Wakatabe              | 3:48 |
| 9.                                | „Birth” | Seiji Miura        | Seiji Miura                  | 4:42 |
| 10.                               | „7 kaime no „Les Mis”” (jap. 7回目の「レミゼ」) (wyk. Haruna Kojima) | E.L.F              | E.L.F                        | 6:01 |
| 11.                               | „Oh! Baby!” (wyk. Takahashi Team A) | Ruby               | Hiroshi Sasaki               | 4:27 |
| 12.                               | „Koko ga Rhodes da, koko de tobe!” (jap. ここがロドスだ、ここで跳べ!) | Takahiro Tsuji     | Seiji Mutō                   | 4:50 |
| CD2 (Type B)                      | |                    |                              |      |
| Nr                                | Tytuł | Kompozycja         | Aranżacja                    | Czas |
| 1.                                | „Bokutachi no Ideology” (jap. 僕たちのイデオロギー) | Takanori Fujimoto  | Takanori Fujimoto            | 3:31 |
| 2.                                | „To go de” (jap. To goで) (wyk. Kuramochi Team B) | Shunsuke Tanaka    | Seiji Mutō                   | 4:26 |
| 3.                                | „Oshiete Mommy” (jap. 教えてMommy) | Tomonori Inoue     | Tomonori Inoue, Mine Kushita | 4:24 |
| 4.                                | „Setsunai Reply” (jap. 切ないリプライ) (wyk. Rino Sashihara) | Keiko Yoshida      | Hiroshi Sasaki               | 4:18 |
| 5.                                | „Panama unga” (jap. パナマ運河) | Takeshi Toriumi    | Yūichi "Masa" Nonaka         | 4:59 |
| 6.                                | „Akai Pin Heel to Professor” (jap. 赤いピンヒールとプロフェッサー) (wyk. Jurina Matsui) | Takafumi Fujino    | Mine Kushita                 | 4:09 |
| 7.                                | „Yowamushi kemushi” (jap. よわむしけむし) (wyk. Yuki Kashiwagi) | Shintarō Itō       | Shintarō Itō                 | 4:30 |
| 8.                                | „Namida wa atomawashi” (jap. 涙は後回し) (wyk. Minegishi Team 4) | Teruhisa Yorimitsu | Makoto Wakatabe              | 4:50 |
| 9.                                | „All of you” (wyk. Minami Takahashi) | Shin Hasegawa      | Boyz Toyz                    | 3:28 |
| 10.                               | „Tomodachi de irareru nara” (jap. 友達でいられるなら) (wyk. Haruka Shimazaki, Yui Yokoyama) | Tomonori Inoue     | Yūsuke Itagaki               | 4:35 |
| 11.                               | „Kyō made no Melody” (jap. 今日までのメロディー) | Yoshimasa Inoue    | Yoshimasa Inoue              | 4:50 |
| 12.                               | „Ikitsuzukeru” (jap. 生き続ける) | Yutaka Shinya      | Yutaka Shinya                | 4:49 |

## Notowania
| Lista                     | Pozycja |
| ------------------------- | ------- |
| Oricon Weekly Album Chart | 1       |
| Oricon Yearly Album Chart | 4       |